# Ruschia crassa
Ruschia crassa es una  especie de planta suculenta perteneciente a la familia de las aizoáceas. Es originaria de Sudáfrica principalmente de la región del Cabo.

## Descripción
Es una planta suculenta perennifolia, con un tamaño de 80 cm de altura. Se encuentra a una altitud de  800 - 1300 metros en Sudáfrica.
También es conocida comúnmente como "Ruschia gruesa" o "Flor de hielo".
Se caracteriza por formar pequeñas matas compactas de aspecto denso. Sus hojas son carnosas, aterciopeladas gruesas y opuestas, y su forma puede variar desde triangulares hasta lanceoladas. El color de las hojas puede ser verde a grisáceo, y en algunos casos, pueden tener una ligera tonalidad púrpura.
Durante la primavera y el verano, Ruschia crassa produce flores pequeñas pero llamativas. Las flores son de forma estrellada y generalmente tienen pétalos en tonos de rosa pálido, lavanda o incluso blancos. Las inflorescencias agrupan varias flores y pueden elevarse por encima del follaje, creando un efecto decorativo adicional.
Al igual que otras plantas suculentas, ha desarrollado adaptaciones para sobrevivir en condiciones áridas y con poca agua. Sus hojas carnosas le permiten almacenar agua en periodos de sequía, lo que le confiere una mayor resistencia a la falta de riego.

## Sinonimia
- Mesembryanthemum crassum L.Bolus basónimo[1][2]